# Jo Mommers
Johannes ("Jo") Cornelis Adrianus Mommers (Tilburg, 12 juni 1927 – 13 maart 1989) was een Nederlands voetballer. De aanvaller werd met Willem II landskampioen in 1951/52 en 1954/55 en kwam één keer uit voor het Nederlands voetbalelftal.
Hoewel hij twee landstitels vierde met Willem II, maakte hij de kampioenscompetitie van 1954/55 niet geheel mee. Piet van Bladel moest hem vervangen toen hij zijn been brak.
Mommers speelde op 16 juli 1952 zijn enige interlandwedstrijd. In de basiself verloor hij met het Nederlands elftal met 1–5 van Brazilië tijdens de Olympische Zomerspelen 1952.

## Carrièrestatistieken
| Seizoen | Club      | Land      | Competitie                   | Competitie | Competitie | Beker | Beker | Internationaal | Internationaal | Overig | Overig | Totaal | Totaal |
| Seizoen | Club      | Land      | Competitie                   | Wed.       | Dlp.       | Wed.  | Dlp.  | Wed.           | Dlp.           | Wed.   | Dlp.   | Wed.   | Dlp.   |
| ------- | --------- | --------- | ---------------------------- | ---------- | ---------- | ----- | ----- | -------------- | -------------- | ------ | ------ | ------ | ------ |
| 1954/55 | Willem II | Nederland | Eerste klasse C (Afgebroken) | –          | 1          | –     | –     | –              | –              | 0      | 0      | –      | 1      |
| 1954/55 | Willem II | Nederland | Eerste klasse D              | –          | 0          | –     | –     | –              | –              | –      | 0      | –      | 0      |
| 1955/56 | Willem II | Nederland | Hoofdklasse B                | –          | 0          | –     | –     | –              | –              | 0      | 0      | –      | 0      |

## Interlandcarrière
Op 23 april 1949 debuteerde Mommers voor het Nederlands voetbalelftal in een wedstrijd op de Olympische Zomerspelen van 1952 tegen Brazilië.
| Interlands van Jo Mommers voor Nederland | Interlands van Jo Mommers voor Nederland | Interlands van Jo Mommers voor Nederland | Interlands van Jo Mommers voor Nederland | Interlands van Jo Mommers voor Nederland | Interlands van Jo Mommers voor Nederland |
| №                                        | Datum                                    | Wedstrijd                                | Uitslag                                  | Soort wedstrijd                          | Doelpunten                               |
| Als speler bij Willem II                 | Als speler bij Willem II                 | Als speler bij Willem II                 | Als speler bij Willem II                 | Als speler bij Willem II                 | Als speler bij Willem II                 |
| ---------------------------------------- | ---------------------------------------- | ---------------------------------------- | ---------------------------------------- | ---------------------------------------- | ---------------------------------------- |
| 1.                                       | 16 juli 1952                             | Nederland – Brazilië                     | 1 – 5                                    | OS 1952                                  | 0                                        |

## Erelijst
Willem II
| Nationaal     |    |                  |
| Landskampioen | 2x | 1951/52, 1954/55 |

## Trivia
- Jo Mommers was de vader van Theo Mommers, voormalig algemeen directeur bij Fortuna Sittard, Vitesse en NAC.